# Leptomastix nigrocincta
Leptomastix nigrocincta är en stekelart som beskrevs av Jean Risbec 1959. Leptomastix nigrocincta ingår i släktet Leptomastix och familjen sköldlussteklar. Inga underarter finns listade i Catalogue of Life.